# Leichtathletik-Länderkämpfe mit bundesdeutscher Beteiligung 1982
| Leichtathletik-Länderkämpfe mit bundesdeutscher Beteiligung 1982              | Leichtathletik-Länderkämpfe mit bundesdeutscher Beteiligung 1982 | Leichtathletik-Länderkämpfe mit bundesdeutscher Beteiligung 1982 | Leichtathletik-Länderkämpfe mit bundesdeutscher Beteiligung 1982 |
| ----------------------------------------------------------------------------- | ---------------------------------------------------------------- | ---------------------------------------------------------------- | ---------------------------------------------------------------- |
|                                                                               |                                                                  |                                                                  |                                                                  |
| 1. Länderkampf 1982, Werfer (Männer): ITA – FRG                               |                                                                  |                                                                  |                                                                  |
| Forlì 23. Mai 1982                                                            | Forlì 23. Mai 1982                                               | 1. FRG 2. ITA                                                    | 85 P 62 P                                                        |
| 2. Länderkampf 1982, Zehnkampf (Männer): FRG – URS                            |                                                                  |                                                                  |                                                                  |
| Mannheim 9./10. Juni 1982                                                     | Mannheim 9./10. Juni 1982                                        | 1. URS 2. FRG                                                    | 47.847 P 46.744 P                                                |
| 3. Länderkampf 1982, Siebenkampf (Frauen): FRG – URS                          |                                                                  |                                                                  |                                                                  |
| Mannheim 9./10. Juni 1982                                                     | Mannheim 9./10. Juni 1982                                        | 1. URS 2. FRG                                                    | 24.466 P 24.241 P                                                |
| 4. Länderkampf 1982, Männer: FRG – ITA – POL                                  |                                                                  |                                                                  |                                                                  |
| Frankfurt/Main 11./12. Juni 1982                                              | Frankfurt/Main 11./12. Juni 1982                                 | 1. FRG 2. POL 3. ITA                                             | 180 P 143 P 118 P                                                |
| 5./6. Länderkampf 1982, Frauen: FRG – POL / FRG – NLD – POL                   |                                                                  |                                                                  |                                                                  |
| Frankfurt/Main 11./12. Juni 1982                                              | Frankfurt/Main 11./12. Juni 1982                                 | 1. FRG 2. POL                                                    | 85 P 70 P                                                        |
| Frankfurt/Main 11./12. Juni 1982                                              | Frankfurt/Main 11./12. Juni 1982                                 | 1. FRG 2. POL 3. NLD                                             | 44 P 40 P 17 P                                                   |
| 7./8. Länderkampf 1982, Frauen: BGR – FRG / FRG – YUG                         |                                                                  |                                                                  |                                                                  |
| Sofia 17. Juni 1982                                                           | Sofia 17. Juni 1982                                              | 1. BGR 2. FRG                                                    | 91 P 68 P                                                        |
| Sofia 17. Juni 1982                                                           | Sofia 17. Juni 1982                                              | 1. FRG 2. YUG                                                    | 111 P 46 P                                                       |
| 9. Länderkampf 1982, Geher (Frauen): SUI – FRG – DNK – FRA                    |                                                                  |                                                                  |                                                                  |
| Lausanne 26. Juni 1982                                                        | Lausanne 26. Juni 1982                                           | 1. FRA 2. FRG 3. DNK 4. SUI                                      | 34 P 21 P 18 P 6 P                                               |
| 10./11. Länderkampf 1982, Männer: USA – FRG / FRG – Panafrika                 |                                                                  |                                                                  |                                                                  |
| Durham 26./27. Juni 1982                                                      | Durham 26./27. Juni 1982                                         | 1. USA 2. FRG                                                    | 123 P 98 P                                                       |
| Durham 26./27. Juni 1982                                                      | Durham 26./27. Juni 1982                                         | 1. FRG 2. Panafrika                                              | 122 P 81 P                                                       |
| 12. Länderkampf 1982, Frauen: USA – FRG                                       |                                                                  |                                                                  |                                                                  |
| Durham 26./27. Juni 1982                                                      | Durham 26./27. Juni 1982                                         | 1. USA 2. FRG                                                    | 90 P 56 P                                                        |
| 13. Länderkampf 1982, Siebenkampf (Frauen): USA – FRG                         |                                                                  |                                                                  |                                                                  |
| Los Angeles 26./27. Juni 1982                                                 | Los Angeles 26./27. Juni 1982                                    | 1. USA 2. FRG                                                    | 17.893 P 17.841 P                                                |
| 14. Länderkampf 1982, Zehnkampf (Männer): USA – FRG                           |                                                                  |                                                                  |                                                                  |
| Baton Rouge 27./28. Juni 1982                                                 | Baton Rouge 27./28. Juni 1982                                    | 1. USA 2. FRG                                                    | 31.406 P 16.019 P                                                |
| 15. Länderkampf 1982, Halbmarathonlauf (Frauen): ITA – FRG – FRA              |                                                                  |                                                                  |                                                                  |
| Rieti 4. Juli 1982                                                            | Rieti 4. Juli 1982                                               | 1. ITA 2. FRA 3. FRG                                             | Pzf. 16 Pzf. 26 Pzf. 42                                          |
| 16. Länderkampf 1982, Geher (Männer): FRG – GBR – NOR – SWE – USA             |                                                                  |                                                                  |                                                                  |
| Bielefeld 18. Juli 1982                                                       | Bielefeld 18. Juli 1982                                          | 1. FRG 2. SWE 3. USA 4. GBR 5. NOR                               | 65 P 53 P 50 P 45 P 27 P                                         |
| 17. Länderkampf 1982, Straßenlauf (Männer): ITA – FRG – FRA – NLD – AUT – SUI |                                                                  |                                                                  |                                                                  |
| Brescia 8. August 1982                                                        | Brescia 8. August 1982                                           | 1. ITA 2. FRG 3. NLD 4. SUI 5. FRA 6. AUT                        | Pzf.0 28 Pzf.0 41 Pzf.0 45 Pzf.0 46 Pzf.0 52 Pzf.0111            |
| 18. Länderkampf 1982, Geher (Männer): FRG – FRA                               |                                                                  |                                                                  |                                                                  |
| Bad Krozingen 25. September 1982                                              | Bad Krozingen 25. September 1982                                 | 1. FRA 2. FRG                                                    | 24 P 20 P                                                        |
| Chronik                                                                       |                                                                  |                                                                  |                                                                  |
| ← Länderkämpfe 1981                                                           | ← Länderkämpfe 1981                                              | Länderkämpfe 1983 →                                              | Länderkämpfe 1983 →                                              |

Im Jahr 1982 wurden achtzehn Leichtathletikländerkämpfe mit bundesdeutscher Beteiligung in fünfzehn Veranstaltungen ausgetragen. Das waren fünf Vergleiche mehr als im Vorjahr. Die größte Anzahl von 27 Begegnungen hatte es 1974 gegeben.
Nicht berücksichtigt sind Veranstaltungen wie der sogenannte „Lugano-Cup“, ein Weltcup der Geher unter dem Dach des Weltleichtathletikverbands (früher: IAAF), der ab 1965 unter Regie des Europäischen Leichtathletikverbands durchgeführte Leichtathletik-Europacup sowie ähnliche Events. Hier handelt es sich um Veranstaltungen, die als eigene Wettbewerbe ähnlich wie auch der Leichtathletik-Continentalcup (ab 1982) und der Geher-Europacup (ab 1996) außerhalb der üblichen Länderkämpfe durchgeführt wurden.
Aufgeführt sind hier die Länderkämpfe bundesdeutscher Leichtathleten. Die Sportler der DDR führten nach der deutschen Teilung im Jahr 1949 eigene Veranstaltungen durch.
Acht der Vergleiche in dieser Saison bestanden aus dem allgemeinen leichtathletischen Programm. In den anderen zehn Begegnungen standen die Wettbewerbsbereiche Gehen, Straßenlauf, Mehrkampf, Werfen und Halbmarathon auf dem Programm. Männer und Frauen bestritten je neun Vergleiche.
Von den Frauenbegegnungen fanden fünf als Veranstaltungen allgemeiner leichtathletischer Disziplinen, zwei im Siebenkampf und je eine im Gehen und Halbmarathon statt.
Drei der Männerbegegnungen waren Wettkämpfe mit den allgemeinen leichtathletischen Disziplinen. Je zwei Länderkämpfe wurden von den Gehern und Zehnkämpfern bestritten sowie je einer von den Straßenläufern und Werfern.

## Saisonhöhepunkt
Internationaler Höhepunkt in dieser Saison waren die Europameisterschaften vom 6. bis 12. September in Athen. Das Abschneiden des bundesdeutschen Teams war so erfolgreich wie schon lange nicht mehr. Im Medaillenspiegel belegte die Bundesrepublik Deutschland mit acht Goldmedaillen, einer Silbermedaille und vier Bronzemedaillen den zweiten Platz hinter der DDR (dreizehn Mal Gold / acht Mal Silber / sieben Mal Bronze). Dahinter kamen die Sowjetunion (Gold: sechs / Silber: zwölf / Bronze: acht) und Großbritannien (Gold: drei / Silber: fünf / Bronze: eine) auf die Ränge drei und vier.

## Bilanz
In der Saison 1982 gab es für die bundesdeutschen Männer in ihren neun Länderkämpfen mit fünf Niederlagen drei verlorene Vergleiche mehr als im Vorjahr und drei weniger als 1974, dem Jahr mit den meisten Niederlagen:
- Zehnkampf-Vergleich gegen die Sowjetunion am 9./10. Juni in Mannheim
- Ländervergleich gegen die USA 26./27. Juni in Durham
- Zehnkampf-Vergleich gegen die USA am 8. August in Baton Rouge
- Straßenlauf-Vergleich gegen Italien, Frankreich, die Niederlande, Österreich und die Schweiz 27./28. Juni in Brescia (Platz zwei hinter Italien)
- Geher-Vergleich gegen Frankreich am 25. September in Bad Krozingen

Die vier weiteren Männerbegegnungen entschieden die bundesdeutschen Athleten für sich. Die Siege resultierten aus zwei Vergleichen mit dem allgemeinen leichtathletischen Programm sowie je einem Länderkampf der Geher und einem der Werfer.
Damit wiesen die Männer wieder eine negative Bilanz auf. Negative Bilanzen hatte es in der Länderkampfgeschichte seit 1921 mit den Jahren 1976, 1977, 1979 und 1980 vor dieser Saison erst vier Mal gegeben. Am Ende der Saison hatte die bundesdeutsche Mannschaft in ihren nun insgesamt 377 Vergleichen 274 Siege und vier Unentschieden erzielt sowie 99 Niederlagen erlitten.
Die Frauen mussten in ihren neun Länderkämpfen sechs Niederlagen hinnehmen, das waren zwei mehr als im letzten Jahr. Gleichzeitig war es die höchste Anzahl von Niederlagen in einer Saison. Allerdings hatten die Frauen noch nie so viele Länderkämpfe bestritten wie in dieser Saison. Folgende Länderkämpfe der Frauen gingen verloren:
- Siebenkampf -Vergleich gegen die Sowjetunion am 9./10. Juni in Mannheim
- Ländervergleich gegen Bulgarien am 17. Juni in Sofia
- Geher-Vergleich gegen die Schweiz, Dänemark und Frankreich am 26. Juni in Lausanne (Platz zwei hinter Frankreich)
- Ländervergleich gegen die USA am 26./27. Juni in Durham
- Siebenkampf-Vergleich gegen die USA am 26./27. Juni in Los Angeles
- Halbmarathonlauf-Vergleich gegen Italien und Frankreich am 4. Juli in Rieti (Platz drei hinter Italien und Frankreich)

Die drei weiteren Frauenbegegnungen entschieden die bundesdeutschen Athletinnen für sich. Der Siege resultierten aus drei Länderkämpfen mit dem allgemeinen leichtathletischen Programm.
Damit hatten die deutschen Frauen seit 1928 in nun 157 Aufeinandertreffen insgesamt 101 Siege errungen, ein Unentschieden erzielt und 55 Niederlagen hinnehmen müssen.
In der Gesamtsumme aller ihrer Länderkämpfe hatten die deutschen Leichtathleten von 534 Vergleichen 375 gewonnen, 154 verloren und fünf Unentschieden erzielt. 29 der Niederlagen stammten dabei aus 23 zweiten Plätzen, vier dritten und einem vierten Rang sowie einer Platzierung ohne Wertung hinter vier Gegnerteams in Begegnungen mit mehr als zwei Nationen.

## Bedeutung der Länderkämpfe in der Leichtathletik
Der Stellenwert von Länderkämpfen war in den letzten Jahren erheblich gesunken. Die Konkurrenz anderer Veranstaltungen war groß und sollte weiter wachsen. In den vergangenen Jahren waren neue Wettkampfformen hinzugekommen wie der oben schon genannte Europacup und der Weltcup (später Continentalcup). Außerdem gab es Europa- und Weltcupveranstaltungen für Teildisziplinen der Leichtathletik wie dem Gehen (Lugano-Cup) und dem Mehrkampf, die mehr Aufmerksamkeit auf sich zogen als die früher hoch im Kurs stehenden Länderkämpfe. Die Bedeutung einzelner Sportfeste, die für die Sportler im Hinblick auf Prämien für den Antritt, für Siege und für Rekorde immer lukrativer wurden, nahm sukzessive zu. Hier sind unter anderem Events wie Weltklasse Zürich, ISTAF Berlin, ASV-Sportfest Köln oder Sportfeste in Stockholm, Oslo, Monaco, … zu nennen, die später als IAAF Super Grand Prix, IAAF Golden League und Diamond League noch erheblich bedeutsamer wurden.
So wurden in den 1950er, 1960er und beginnenden 1970er Jahren Länderkämpfe noch teilweise als Live-Sendung im Fernsehen übertragen, was danach nicht mehr der Fall war, weil die Aufmerksamkeit in der Leichtathletik auf andere oben genannte Bereiche überging. Die Gewichtung sollte sich in den kommenden Jahren noch viel mehr auf Veranstaltungen verschieben, in denen der Fokus stärker auf die Einzelsportler und Staffeln gerichtet war. Länderkämpfe und Ländervergleiche auch in Form von Europacup und Weltcup spielten dabei abgesehen von der Beachtung durch ein Fachpublikum eine in den kommenden Jahren zunehmend untergeordnete Rolle. Neben bestimmten klassischen Sportfesten mit hohen Prämien ragten dabei vor allem die Wettbewerbe bei Olympischen Spielen, Europameisterschaften und ab 1983 bei Weltmeisterschaften heraus.
Die Anzahl der Länderkämpfe blieb allerdings weiter auf einem Level wie in den Jahren, in denen diese Vergleiche eine große Rolle spielten.

## Verschiedene Formen von Länderkämpfen
Es gab weiterhin sechs verschiedene Arten von Länderkämpfen:
1. Vergleiche mit einer Mischung von Disziplinen aus dem allgemeinen leichtathletischen Programm
Jede Nation war in der Regel mit zwei Athleten je Disziplin vertreten. Bei den Männern waren hier zwanzig Wettbewerbe zum Standard geworden. Allerdings wurden die beiden Langstrecken über 5000 und 10.000 Meter inzwischen verkürzt als Rennen über 3000 und 5000 Meter durchgeführt. Aus dem olympischen Wettbewerbskatalog fehlten demnach in der Regel nur der 10.000-Meter-Lauf, der Marathonlauf, die beiden Gehwettbewerbe und der Zehnkampf.
Der Länderkampfdisziplinkatalog bei den Frauen hatte bis 1968 standardmäßig aus elf Disziplinen bestanden und war mit den damals bei Olympischen Spielen angebotenen Frauenwettbewerben identisch. Von 1969 an gab es hier Veränderungen: (1) Mit dem 1500-Meter-Lauf sowie der 4-mal-400-Meter-Staffel wurden zwei neue Wettbewerbe, die bei den Europameisterschaften 1969 in das Programm aufgenommen worden waren, mit in den Katalog der Frauenländerkämpfe integriert. Damit erhöhte sich die Zahl der Disziplinen auf dreizehn. (2) Der 80-Meter-Hürdenlauf war ab 1969 überall durch den 100-Meter-Hürdenlauf ersetzt worden. Das war auch bei den Länderkämpfen der Fall. Neu hinzu kam nun manchmal auch ein Rennen über 3000 Meter, eine Strecke, die erst 1984 olympisch wurde und dann in Angleichung an das Männerprogramm 1996 durch den 5000-Meter-Lauf abgelöst wurde.
In seltenen Fällen gab es in Länderkämpfen sowohl bei den Frauen als auch bei den Männern Abweichungen vom Standard in Form von Hinzunahme oder Weglassen einzelner Disziplinen.
2. Vergleiche im Mehrkampf – bei den Frauen im Siebenkampf, bei den Männern im Zehnkampf
Bei den Frauen wurde der Fünfkampf ab 1981 unter Angleichung an den internationalen Programmkatalog durch den Siebenkampf ersetzt.
Die Zahl der Vertreter je Land war dabei nicht standardisiert. In der Regel wurden von den gestarteten Teilnehmern nicht alle gewertet. Bei vier Vertretern je Disziplin beispielsweise wurden meist die drei Besten gewertet.
3. Vergleiche der Geher
Diese Begegnungen wurden bei den Männern in Form von Straßengehen ausgetragen. Es kamen zwei Disziplinen zur Austragung, ein Wettkampf über 20 Kilometer und ein Wettkampf über eine längere Distanz, die manchmal über 35 und manchmal über 50 Kilometer führte.
1976 kam das Gehen auch für die Frauen ins Programm. Ausgetragen wurde dabei ein Wettbewerb über 5000 Meter, 1976 auf der Straße, später wechselweise auf der Bahn oder auf der Straße. Das Gehen für Frauen stand erst ganz am Anfang seiner Entwicklung, diese Sportart musste sich im Frauenbereich noch durchsetzen. Bei Olympischen Spielen gab es 1992 in Barcelona zum ersten Mal einen Geher-Frauenwettbewerb, bei Europameisterschaften war das 1986 in Stuttgart zum ersten Mal der Fall.
Bezüglich der Teilnehmerzahl je Land und Wettbewerb wurde verfahren wie in den Mehrkämpfen.
4. Vergleiche im Straßenlauf
Bis einschließlich 1980 wurde ein Rennen über dreißig Kilometer ausgetragen. 1982 wurde die Streckenlänge auf 25 Kilometer gekürzt. Auch hier wurde bezüglich der Teilnehmerzahl je Land verfahren wie in den Mehrkämpfen.
5. Vergleiche im Marathonlauf.
Bezüglich der Teilnehmerzahl je Land wurde hier ebenfalls verfahren wie in den Mehrkämpfen.
6. Vergleiche im Halbmarathon.
Diese Länderkampfform wurde 1982 zum ersten Mal ausgetragen, und zwar als Wettbewerb für Frauen. Bezüglich der Teilnehmerzahl je Land wurde hier verfahren wie in den Mehrkämpfen.
7. Vergleiche mit den alleinigen Disziplinen Sprung und Wurf/Stoß.
Diese Art von Länderkämpfen wurde 1980 zum ersten Mal seit 1975 in Form eines Werfer-Vergleichs wieder ins Programm genommen und auch 1981 und 1982 fand wieder jeweils ein Länderkampf der Werfer statt.

## Austragungsform und Wertungsmodus
In der Vergangenheit wurden Länderkämpfe mit dem allgemeinen leichtathletischen Programm in der Regel mit zwei Vertretern pro Land und Disziplin durchgeführt. In einigen Vergleichen wurden wie schon in den Jahren zuvor drei Teilnehmer je Land und Wettbewerb eingesetzt. Die Regeln zur Punktevergabe wurden dabei durchgängig so angewendet, dass der Letztplatzierte einen Punkt erhielt, die weiteren Athleten in den Platzierungen jeweils aufwärts bis hin zu Rang zwei einen Punkt mehr. Der Erstplatzierte bekam zwei Punkte mehr gutgeschrieben als der Athlet auf Platz zwei. Für Länderkämpfe mit zwei Vertretern je Land und Disziplin bedeutete das: Platz 1: 5 P, Pl. 2: 3 P, Pl. 3: 2 P, Pl. 4: 1 P. Bei drei Vertretern je Land und Disziplin ergab sich folgende Punktevergabe: Platz 1: 7 P, Pl. 2: 5 P, Pl. 3: 4 P, Pl. 4: 3 P, Pl. 5: 2 P, Pl. 6: 1 P. Für die Staffeln gab es durchgängig fünf zu zwei Punkte.
Die Regeln zur Punktevergabe wurden ohne Ausnahme nach diesem standardisierten Wertungssystem angewendet. In weiteren Begegnungen mussten aufgrund anderer Rahmenbedingungen – mehr als zwei Teilnehmer je Nation in der Wertung oder mehr als ein Gegnerland – andere Regeln zur Punktevergabe zur Anwendung kommen. In den Mehrkämpfen wurden die Begegnungen entweder wie in anderen Begegnungen über die Platzierungen oder die Addition der im Wettkampf erzielten Punkte gewertet. Ähnlich wurde in den Straßenlauf-Länderkämpfen verfahren. Dort wurde entweder über die Platzierungen oder über die Addition der erzielten Zeiten gewertet.

## Zahl der Länderkämpfe
In diesem Jahr gab es wieder Veranstaltungen, in denen drei Nationen antraten, die jedoch nicht gemeinsam wie in einem Dreiländerkampf gewertet wurden. Stattdessen wurden hier in einer gemeinsamen Austragung jeweils getrennte Wertungen gegen die beiden Gegner der bundesdeutschen Teams vorgenommen. In diesen Ansetzungen wurden somit zwei Länderkämpfe gleichzeitig in gemeinsamer Durchführung ausgetragen. Drei Aufeinandertreffen dieser Art wurden in dieser Saison ausgetragen. So kommen in der Zählung in diesem Jahr insgesamt achtzehn Länderkämpfe bei nur fünfzehn Veranstaltungen zustande.

## Werfer-Länderkampf der Männer gegen Italien
Das Länderkampfjahr begann mit einem Vergleich der Werfer gegen Italien. Die Begegnung wurde am 23. Mai in der norditalienischen Stadt Forlì ausgetragen. Es war der dritte Werfer-Vergleich zwischen den beiden Ländern, die ersten beiden hatten die bundesdeutschen Vertreter 1980 und 1981 für sich entschieden. Auch diesmal lag die Bundesrepublik Deutschland wieder vorn und siegte deutlicher als in den Vorjahren mit 85 zu 62 Punkten.

## Zehnkampf-Länderkampf der Männer gegen die Sowjetunion
Den zweiten Länderkampf dieser Saison bestritten die Zehnkämpfer, die zum vierzehnten Mal auf die Sowjetunion trafen. Die Begegnung wurde am 9./10. Juni in Mannheim ausgetragen. Die Zwischenbilanz lautete zehn zu drei für die UdSSR, den letzten Sieg für die Bundesrepublik hatte es 1977 gegeben. Auch in der laufenden Saison 1982 lag die Sowjetunion mit 47.847 P zu 46.744 Punkten wieder vorn. Der Abstand zwischen den beiden Teams betrug allerdings nur 103 Punkte. Die Mehrkämpferinnen der beiden Länder trafen sich an denselben beiden Tagen ebenfalls in Mannheim zu einem eigenen Vergleich.

## Siebenkampf-Länderkampf der Frauen gegen die Sowjetunion
Im dritten Vergleich des Jahres traten die bundesdeutschen Mehrkämpferinnen wie ihre männlichen Kollegen am 9./10. Juni in Mannheim gegen die Sowjetunion an. Zum zweiten Mal wurde anstelle eines Fünfkampfs ein Siebenkampf ausgetragen. Zwölf Mehrkampfbegegnungen zwischen diesen Teams hatte es zuvor gegeben, acht hatte die Sowjetunion gewonnen (darunter auch den ersten Siebenkampf im Vorjahr), vier die Bundesrepublik Deutschland. Wieder mussten die bundesdeutschen Vertreterinnen in Mannheim eine Niederlage hinnehmen, die mit 24.241 zu 24.466 Punkten allerdings äußerst knapp ausfiel.

## Leichtathletik-Länderkampf der Männer gegen Italien und Polen
Der vierte Saisonvergleich war der erste Länderkampf des Jahres mit dem allgemeinen leichtathletischen Programm. In Frankfurt am Main trafen die bundesdeutschen Männer am 11./12. Juni auf Italien und Polen. Parallel traten am selben Ort auch die bundesdeutschen Frauen zu einer Veranstaltung an mit Länderkämpfen gegen Polen und die Niederlande.
Italien war schon sehr häufig Gegner einer deutschen Männermannschaft gewesen, zuletzt hatte es 1980 und 1981 Vergleiche der Nachwuchs-Athleten dieser beiden Länder gegeben, deren Bilanz eins zu eins lautete. Die letzte Begegnung in einem Zweiländerkampf zwischen den Toppathleten der beiden Nationen lag schon länger zurück und hatte 1964 stattgefunden. Zwischenzeitlich hatte es allerdings vier Veranstaltungen als Sechsländerkampf gegeben, an denen zusätzlich Belgien, Frankreich, die Niederlande und die Schweiz beteiligt waren. Alle vorangegangenen Treffen hatten die deutschen Teams für sich verbucht.
Gegen die starken Polen hatten die bundesdeutschen Leichtathleten mit sechs zu acht bei einem Unentschieden eine negative Bilanz. Die Vergleiche in Zweiländerkämpfen 1974 und 1975 hatte die Bundesrepublik Deutschland für sich entschieden, doch 1980 hatte wieder Polen gesiegt. Darüber hinaus hatte es im Vorjahr eine Begegnung unter zusätzlicher Beteiligung Großbritanniens gegeben, in der die Bundesrepublik vorne gelegen hatte.
In Frankfurt am Main durften sich die bundesdeutschen Vertreter wieder über einen Erfolg freuen. Sie gewannen den Dreiländerkampf mit 180 Punkten. Polen belegte mit 143 Punkten den zweiten Platz. Italien wurde mit 118 Punkten Dritter.

## Leichtathletik-Länderkämpfe der Frauen gegen Polen sowie gegen die Niederlande und Polen
Gleichzeitig mit dem Männervergleich gegen Italien und Polen fand ebenfalls in Frankfurt am Main die erste Veranstaltung statt, in der drei Nationen antraten, die jedoch nicht gemeinsam wie in einem Dreiländerkampf, sondern getrennt gewertet wurden. Am 11./12. Juni trafen sich dazu die bundesdeutschen Frauen in den Ländervergleichen fünf und sechs zum einen mit Polen und zum anderen mit Polen und den Niederlanden.
Dreizehn Mal war die Bundesrepublik in Zweiländerkämpfen zuvor auf Polen getroffen. Acht Mal hatten die bundesdeutschen Leichtathletinnen gesiegt, fünf Mal die Polinnen. Darüber hinaus hatte es im Vorjahr ein weiteres Aufeinandertreffen unter Beteiligung von Großbritannien gegeben, das die Britinnen vor der Bundesrepublik und Polen gewonnen hatten.
Die Niederlande war in zwölf vorangegangenen Zweiländerkämpfen Gegner der bundesdeutschen Leichtathletinnen gewesen. Die letzte dieser Begegnungen lag 21 Jahre zurück. 1968 hatte es außerdem einen Vergleich gegeben, an dem Rumänien als drittes Land beteiligt war. Alle diese Vergleiche waren an die Bundesrepublik gegangen.
In Frankfurt am Main konnte sich das bundesdeutsche Team in beiden Länderkämpfen durchsetzen. Gegen Polen lautete der Endstand 85 zu siebzig Punkte für die Bundesrepublik Deutschland. In der Dreierbegegnung siegten die bundesdeutschen Frauen mit 44 Punkten knapp vor den Polinnen, die auf vierzig Punkte kamen. Die Niederländerinnen belegten mit siebzehn Punkten abgeschlagen den dritten Platz.

## Leichtathletik-Länderkämpfe der Frauen gegen Bulgarien sowie gegen Jugoslawien
Auch die Länderkämpfe sieben und acht wurden wieder in einer Veranstaltung durchgeführt. Am 17. Juni reisten die bundesdeutschen Leichtathletinnen dazu nach Sofia, wo sie in getrennter Wertung auf Gastgeber Bulgarien und Jugoslawien trafen.
Gegen Bulgarien hatte es zuvor erst zwei Begegnungen gegeben, die 1976 und 1981 stattgefunden hatten. 1976 waren auch die Sportlerinnen aus der Sowjetunion dabei gewesen. Beide Vergleiche mit Bulgarien hatte die Bundesrepublik gewonnen.
Auf Jugoslawien waren die bundesdeutschen Frauen zwei Mal getroffen. An den Begegnungen 1951 und 1952, die beide als Zweiländerkämpfe gewertet worden waren, hatte sich jeweils auch Österreich beteiligt. Beide dieser weit zurückliegenden Aufeinandertreffen hatte die Bundesrepublik für sich entschieden.
In Bulgariens Hauptstadt Sofia mussten sich die bundesdeutschen Vertreterinnen den Bulgarinnen zum ersten Mal geschlagen geben, und das mit 68 zu 91 Punkten sehr deutlich. Gegen Jugoslawien gab es dagegen mit 111 zu 46 Punkten einen hoch überlegenen Erfolg für die Bundesrepublik Deutschland.

## Geher-Länderkampf der Frauen gegen die Schweiz, Dänemark und Frankreich
Im neunten Saisonvergleich traten die bundesdeutschen Geherinnen am 27. Juni zu ihrem ersten und einzigen Länderkampf in diesem Jahr an. Dabei kam es zum fünften Aufeinandertreffen mit der Schweiz, Dänemark und Frankreich. An diesen Begegnungen waren in den vorangegangenen Jahren zusätzlich Vertreterinnen aus Schweden beteiligt gewesen, die nun fehlten. Austragungsort des diesjährigen Events war Lausanne. Die ersten vier Vergleiche hatte jeweils Schweden gewonnen. Die Bundesrepublik war drei Mal Zweiter vor Frankreich geworden, im Vorjahr hatte Frankreich vor der Bundesrepublik den zweiten Platz belegt. Diesmal hieß der Gewinner mit 34 Punkten Frankreich. Den zweiten Platz sicherten sich die bundesdeutschen Geherinnen, die auf 21 Punkte kamen. Dänemark (achtzehn Punkte) und die Schweiz (sechs Punkte) belegten die Ränge drei und vier.

## Leichtathletik-Länderkämpfe der Männer gegen die USA sowie gegen Panafrika
Am 26./27. Juni kam es in Durham zur dritten Veranstaltung mit Länderkämpfen unter drei Teilnehmern, die getrennt als jeweils Zweiländervergleich gewertet wurden. Gegner der bundesdeutschen Männer in den Länderkämpfen zehn und elf waren die USA sowie ein Team aus Panafrika. Auch die Frauen bestritten gleichzeitig am selben Ort einen eigenen Länderkampf, allerdings nur gegen die USA, nicht gegen Panafrika.
Bereits 1975 war es ebenfalls in Durham zum Aufeinandertreffen dieser drei Teilnehmer gekommen. Damals war allerdings eine Wertung als Dreiländerkampf vorgenommen worden, in der die USA vor der Bundesrepublik und Panafrika vorne gelegen hatte. Auf Vertreter aus Panafrika waren die bundesdeutschen Männer nur 1975 gestoßen. Zehn Vergleiche hatte es zwischen Deutschland und den USA gegeben – zuletzt 1977. In all diesen Treffen hatten die bundesdeutschen Männer sich geschlagen geben müssen.
In Durham gab es gegen die US-Amerikaner die erwartete Niederlage, die mit 98 zu 123 Punkten eindeutig war. Gegen die panafrikanische Vertretung lag das bundesdeutsche Team mit 122 zu 81 Punkten dagegen klar vorn.

## Leichtathletik-Länderkampf der Frauen gegen die USA
Der zwölfte Saisonvergleich bestand in einem eigenen Länderkampf der bundesdeutschen Frauen wie gegen die USA, der parallel zur Veranstaltung der Männer am 26./27. Juni in Durham ausgetragen wurde. Die Bilanz der acht vorangegangenen Begegnungen gegen die USA lautete sieben zu eins für die Bundesrepublik, die letzte Begegnung 1977 hatte mit einem bundesdeutschen Sieg geendet. In Durham gab es allerdings mit 56 zu neunzig Punkten eine deutliche Niederlage für das bundesdeutsche Team, sodass die Bilanz nun noch sieben zu zwei für die Bundesrepublik lautete.

## Siebenkampf-Länderkampf der Frauen gegen die USA
Parallel zu den Länderkämpfen der Frauen und Männer in Veranstaltungen mit dem allgemeinen leichtathletischen Programm gegen die USA trafen die bundesdeutschen Siebenkämpferinnen in Los Angeles im dreizehnten Saisonvergleich ebenfalls auf die USA. Nach 1974 war es die zweite Begegnung der Mehrkämpferinnen dieser beiden Länder. Die erste war an die USA gegangen. Der Ausgang in Los Angeles war äußerst knapp. Schließlich erzielten die US-Amerikanerinnen mit 17.893 P zu 17.841 Punkten ihren zweiten Erfolg über die Bundesrepublik Deutschland.

## Zehnkampf-Länderkampf der Männer gegen die USA
Versetzt um einen Tag gegenüber dem Siebenkampf-Länderkampf der Frauen wurde der Saisonvergleich Nummer vierzehn als Zehnkampf der Männer gegen die USA ausgetragen. Das Ereignis fand allerdings mit Baton Rouge an einem anderen Ort statt. Wie die Mehrkämpferinnen trafen die bundesdeutschen Zehnkämpfer zum zweiten Mal auf die USA. Die erste Begegnung 1974 hatte mit einer Niederlage der Bundesrepublik geendet. Das war auch hier in Baton Rouge der Fall. Da nur zwei bundesdeutsche Vertreter ihren Wettkampf beenden konnte, fiel diese Niederlage mit 16.019 zu 31.406 Punkten besonders hoch aus.

## Halbmarathonlauf-Länderkampf der Frauen gegen Italien und Frankreich
Im fünfzehnten Vergleich des Jahres 1982 kam es wieder einmal zu einer Premiere. Zum ersten Mal gab es ein Rennen über die Halbmarathon-Distanz. Am 4. Juli trafen sich die Läuferinnen aus Italien, der Bundesrepublik und Frankreich im italienischen Rieti. Italien siegte mit Platzziffer sechzehn vor Frankreich (Pzf. 26). Aus dem bundesdeutschen Team erreichten nur drei Vertreterinnen das Ziel mit der Folge, dass die Mannschaft mit siebzehn Strafpunkten belegt wurde. So kam die Platzziffer 42 zustande und die Bundesrepublik Deutschland belegte den dritten und letzten Platz.

## Geher-Länderkampf der Männer gegen Großbritannien, Norwegen, Schweden und die USA
Im sechzehnten Vergleich betraten zum ersten Mal in diesem Jahr die männlichen Geher die Länderkampfbühne. In Bielefeld trafen die Länder Bundesrepublik Deutschland, Großbritannien, Norwegen, Schweden und die USA aufeinander. Es war die erste gemeinsame Begegnung in dieser Konstellation. Die bundesdeutschen Vertreter lagen am Ende mit 65 Punkten vorn. Schweden folgte mit 53 Punkten auf dem zweiten Platz. Dritter wurden nur drei weitere Punkte zurück die USA. Großbritannien belegte mit 45 Punkten Rang vier vor Norwegen (27 Punkte).

## Straßenlauf-Länderkampf der Männer gegen Italien, Frankreich, Niederlande, Österreich und die Schweiz
Der siebzehnte Länderkampf des Jahres 1982 war die einzige Begegnung der Straßenläufer in dieser Saison. Der inzwischen traditionelle Dreiervergleich zwischen der Schweiz, der Bundesrepublik Deutschland und den Niederlanden war schon im Vorjahr erweitert worden durch die Teilnahme von Italien und Österreich. Nun kam als sechster Teilnehmer noch Frankreich hinzu. Das Rennen wurde wieder wie üblich über 30, und nicht wie im letzten Jahr über 25 Kilometer ausgetragen. Gastgeber am 8. August war die italienische Stadt Brescia. Achtzehn Mal hatte es dieses Aufeinandertreffen als Dreiländerkampf gegeben. In den ersten elf Begegnungen hatten immer die bundesdeutschen Läufer vorne gelegen, doch von 1974 bis 1977 hatte sich vier Mal in Folge das Team aus der Schweiz vor der bundesdeutschen Mannschaft durchgesetzt. 1978 war diese Serie durch den zwölften Sieg des bundesdeutschen Teams gestoppt worden. 1979 hatten die niederländischen Läufer ihren ersten Sieg in diesen Dreiländerkämpfen feiern können. 1980 hatte mit dem insgesamt dreizehnten Erfolg in dieser Serie erneut das bundesdeutsche Team vorn gelegen und letztes Jahr hatte sich Neuling Italien durchgesetzt. In diesem Jahr wiederholte Italien mit Platzziffer 28 diesen Sieg. Zweiter wurde die Bundesrepublik Deutschland mit Pzf. 41 vor den Niederlanden (Pzf. 45) und der Schweiz (Pzf. 46). Die Ränge fünf und sechs belegten Frankreich (Pzf. 52) und Österreich (Pzf. 111).

## Geher-Länderkampf der Männer gegen Frankreich
Im achtzehnten und letzten Vergleich des Jahres 1982 trafen die Geher in Bad Krozingen auf Frankreich. Das Aufeinandertreffen wurde am 25. September ausgetragen und fand als Zweiländerkampf zum sechsten Mal statt, vier Mal hatte die Bundesrepublik gesiegt, nur 1979 hatte Frankreich gewonnen. Zuvor hatte es außerdem acht Länderkämpfe mit den französischen Gehern gegeben, an denen mit der Schweiz und zwei Mal auch zusätzlich mit Belgien weitere Nationen beteiligt waren. In allen diesen Wettkämpfen hatten die bundesdeutschen Vertreter vorne gelegen. Hier in Bad Krozingen musste sich die bundesdeutsche Mannschaft mit zwanzig zu 24 Punkten ihren französischen Kontrahenten zum zweiten Mal geschlagen geben.